# Karl Heinrich Ulrichs

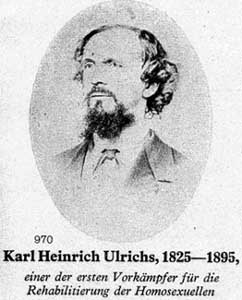
La seule photo que nous possédons de Karl-Heinrich Ulrichs (1825-1895).

Karl Heinrich Ulrichs (28 août 1825, Aurich - 14 juillet 1895, L'Aquila) est un juriste et journaliste allemand, considéré aujourd'hui comme un pionnier de la sexologie et un précurseur du militantisme homosexuel et des mouvements d'émancipation LGBT qui émergent en Europe au milieu du XIXe siècle.

## Biographie
De 1844 à 1846, Karl Heinrich Ulrichs étudie la théologie et la jurisprudence à l'université de Göttingen, puis l'histoire à l'université de Berlin.
Nommé juge assistant à Hanovre en 1854, il démissionne de son poste en 1856 à la suite d'une affaire de mœurs qui l'éclabousse : bien que non répréhensible par la loi du Hanovre, sa « relation contre-nature » est étalée au grand jour et le pousse à quitter la ville. Il ouvre son propre cabinet à Burgdorf mais, là encore, une enquête approfondie menée par les services de police mène à sa radiation. Il travaille ensuite comme journaliste pour l'Allgemeinen Zeitung édité par Johann Friedrich Cotta et s'installe à Augsbourg.
Il publie en 1864 et en 1865 sous le pseudonyme de Numa Numantius cinq volumes d'essais sous le titre Forschungen über das Rätsel der mannmännlichen Liebe (L'Énigme de l'amour entre hommes). Il lance une théorie biologique du « troisième sexe » (le terme « homosexualité » n'est pas encore formulé), théorie résumée dans l'expression « une âme de femme dans un corps d'homme ».
Il est un des premiers à parler positivement et « scientifiquement » (au sens des sciences humaines) de l'attirance sexuelle entre personnes de même sexe. Les mots homosexuel et hétérosexuel n'apparaissant qu'à partir de 1869, il parle de types ou de personnalités uranien/ne et dionysien/ne.
Il continue de publier, cette fois sous son vrai nom, ce qui, par là-même, tend à rendre son orientation sexuelle publique. En 1866, la Prusse de Bismarck envahit et annexe le royaume de Hanovre : Ulrichs est alors accusé d'activités subversives et emprisonné. Ses écrits sont saisis. Il est ainsi considéré comme le premier homosexuel à avoir fait son « coming out » : en août 1869, peu après sa sortie de prison, il intervient publiquement en tant qu'homosexuel au Congrès des juristes allemands à Munich pour leur demander de ne pas faire entrer avec le Paragraphe 175 du code pénal allemand les lois propres au code prussien qui répriment la sodomie, entre autres.
En 1880, il s'exile en Italie, et s'installe à L'Aquila. Il se consacre, entre 1889 et 1895, à la revue littéraire Alaudæ.
En 1895, peu avant sa mort, il reçoit un diplôme d'honneur de l'université de Naples.

## Postérité
Tombé dans l'oubli, il a cependant influencé Magnus Hirschfeld, et ses écrits ont été utilisés par Richard von Krafft-Ebing. Le terme « uranien » (ou « uraniste ») qu'il avait inventé fut employé dans le sens d'« homosexuel masculin » jusqu'au début du XXe siècle.
Un prix a été créé en son hommage, le prix Karl Heinrich Ulrichs, décerné par l'International Lesbian and Gay Association.